# Дистресс
 Разделить на Дистресс и Психологический дистресс
Дистресс — состояние страдания, при котором человек не может полностью адаптироваться к стрессовым факторам и вызванному ими стрессу и демонстрирует дезадаптивное поведение. Это может быть очевидным при наличии различных проявлений, таких как неадекватное социальное взаимодействие (например, агрессия, пассивность или отстранённость).
Дистресс — противоположность эустресса, положительного мотивирующего стресса.

## Факторы риска
Стресс может быть вызван такими факторами, как работа, учёба, семья, сверстники или сослуживцы, смерть (близкого или знакомого). Другие причины зависят от возраста.
У людей, находящихся в постоянном стрессе, с большей вероятностью могут развиться соматические и психические расстройства. Существует чёткая обратная связь между психологическим дистрессом и основными причинами смертности во всём диапазоне дистресса.
Было установлено, что высшее образование связано со снижением психологического стресса как у мужчин, так и у женщин, и этот эффект сохраняется на протяжении всего процесса старения, а не только сразу после получения образования. Однако с возрастом эта связь ослабевает. Основной механизм, с помощью которого высшее образование играет роль в снижении стресса у мужчин, больше связан с ресурсами рынка труда, чем с социальными ресурсами, как у женщин.
В клинике дистресс — это сообщаемый пациентом результат, который имеет огромное влияние на качество жизни пациента. Для оценки дистресса пациента чаще всего используется опросник «Госпитальная шкала тревожности и депрессии» (HADS). Оценка, полученная в анкете HADS, помогает клиницисту рекомендовать изменение образа жизни или дальнейшую диагностику психических расстройств, таких как депрессия.

## Управление
Люди часто находят способы справиться со стрессом, как в положительном, так и в отрицательном смысле. Примерами положительных способов являются прослушивание музыки, успокаивающие упражнения, раскрашивание, занятия спортом и другие полезные развлечения. Негативные способы могут включать, но не ограничиваются ими, употребление наркотиков, включая алкоголь, и выражение гнева, которые могут привести к осложнениям в социальных взаимодействиях, что приведёт к дальнейшему усугублению стресса.

## Примечание
1. ↑  Recognition and Alleviation of Pain and Distress in Laboratory Animals. — ISBN 978-0-309-07525-1.
2. ↑  Russ, Tom C. (2012-07-31). Association between psychological distress and mortality: individual participant pooled analysis of 10 prospective cohort studies. The BMJ (англ.). 345. doi:10.1136/bmj.e4933. PMID 22849956. Архивировано 22 октября 2019. Дата обращения: 2 декабря 2020.
3. ↑  Brännlund, Annica (March 2014). Higher education and psychological distress: A 27-year prospective cohort study in Sweden. Scandinavian Journal of Public Health (англ.). 42 (2): 155–62. doi:10.1177/1403494813511559. PMID 24265167.
4. ↑  Hansen, C.H. (October 2013). Screening medical patients for distress and depression: does measurement in the clinic prior to the consultation overestimate distress measured at home? (PDF). Psychological Medicine (англ.). 43 (10): 2121–8. doi:10.1017/S0033291712002930. PMID 23339843. Архивировано (PDF) 11 января 2021. Дата обращения: 2 декабря 2020.